# عبد الحميد الجابري
عبد الحميد أفندي بن صديق الجابري (1864 - 28 أغسطس 1951) (1280 - 26 ذي القعدة 1370) فقيه مسلم وكاتب وشاعر سوري. ولد في حلب ونشأ فيها. عيّن في محكمة الحقوق وانتخب عضوًا للمؤتمر السوري، ثم رُشّح للإفتاء في حلب، وانتخب كذلك عضوًا مراسلًا للمجمع العلمي العربي في دمشق. له مؤلفات في الفقه الإسلامي والأدب العربي وديوان شعر. 

## سيرته
ولد عبد الحميد بن صديق بن عبد القادر بن مصطفى بن أحمد الحسيني الجابري سنة 1864م/ 1280 م في حلب ونشأ بها. تلقى مبادئ القراءة والكتابة في الكتاتيب، وهو لم ينتسب إلى مدرسة، مكتفيًا بتعليم الذاتي. كان يجيد اللغة التركية ويؤلف بها.

عيّن عضوًا في محكمة الحقوق، كما اشتغل بالتدريس، ومارس الزراعة، وأسندت إليه وظائف حكومية وأهلية، كما كان عضوًا في محكمة الاستئناف بحلب. اختير عضوًا في المؤتمر السوري العام في أول مجلس نيابي تشكل في عهد الملك فيصل، وانتخب عضوًا مراسلاً للمجمع العلمي العربي بدمشق.

توفي الجابري سنة 1951م/ 26 ذو القعدة 1370 هـ حلب.

## حياته الشخصية
أعقب من الأولاد الذكور: ظهير وخالص وعمر، ولا عقب له إلا من قبل ولده ظهير. ومن الاولاد الإناث: حميدة وعائشة وأمية ومبينة.
ذكره عبد العزيز البابطين في معجمه وقال عنه: «القدر المتاح من منظوماته يجري في موضوع واحد، هو الغزل، ولعل التنوع الموضوعي كان يكشف عن مدى قدرته في التصوير والتعبير، على أن المتاح المحدود من غزله يتسم بالرقة والعفة وتجنب الوصف الحسّي والانفعالات الحادة، إنه أقرب إلى الميراث العذري في الشعر العربي، ليس في رقة المشاعر وحسب، وإنما في لغته اليسيرة العذبة، وصوره الطريفة المبتكرة.»

## مؤلفاته
- مبدأ في بيان ارتباط التمدن بدين الإسلام، 1903
- تَلَقِّي علم الدين وتقصيرنا فيه.. انحطاطنا وتلافيه، 1930
- رسالة في إباحة أكل اللحوم
- رسالة في المقصود من الدين
- شرح كتاب المرأة الجديدة، لقاسم أمين.
- ديوان، مخطوط في حوزة أسرته.